# Seven (Enuff Z'nuff)
Seven è il settimo album in studio del gruppo Enuff Z'nuff, pubblicato dalla Spitfire Records nel 1997.
L'album è stato registrato nel 1994 in seguito a una offerta da parte di un'etichetta discografica giapponese per un album da pubblicare a nome di Chip Z'Nuff e Donnie Vie. Il disco venne pubblicato quell'anno in Giappone, col titolo Brothers, e nel 1997 in Europa, appunto col titolo Seven e tre tracce aggiuntive. Tra queste una cover di Jealous Guy, scritta da John Lennon, che sarebbe dovuta uscire sull'album Tweaked, uscito nel 1995.

## Tracce
1. Wheels – 4:31
2. Still Have Tonight – 3:46
3. Down Hill – 4:44
4. It's No Good – 3:40
5. 5 Smiles Away – 3:17
6. L.A. Burning – 3:01
7. New Kind of Motion – 3:16
8. Clown on the Town – 4:26
9. You And I – 4:35
10. On My Way Back Home – 4:40
11. We Don't Have to Be Friends – 4:05
12. So Sad to See You – 5:41
13. Jealous Guy – 4:07
14. For You Girl – 3:25
15. I Won't Let You Go – 4:02

## Formazione
- Donnie Vie – voce, chitarra ritmica, pianoforte
- Johnny Monaco – chitarra solista
- Chip Z'Nuff – basso, chitarra, voce
- Ricky Parent – batteria

### Altri musicisti
- Derek Frigo - chitarra su tracce 1, 2, 3, 8 e 10
- Johnny Frigo - violino
- Greg Errico - batteria
- Mars Williams - sassofono su tracce 12 e 15